# IC 4716
IC 4716 é uma galáxia espiral barrada na direção da constelação do Pavão.